# بنجامين فرانكلين هويل
بنجامين فرانكلين هويل (بالإنجليزية: Benjamin Franklin Howell)‏ هو سياسي أمريكي، ولد في 27 يناير 1844 في الولايات المتحدة، وتوفي في 1 فبراير 1933 في نيو برونزويك في الولايات المتحدة. حزبياً، نشط في الحزب الجمهوري. وقد انتخب عضو مجلس النواب الأمريكي.